# Campaña de Saladino
La campaña de Saladino fue un conflicto militar en la gobernación de Saladino ( gobernación de Saladino), ubicada en el centro-norte de Irak, que involucró a varias facciones (tanto internas como externas) que luchan contra un único enemigo común, el Estado Islámico. La provincia salió del control del gobierno iraquí durante la ofensiva de ISIS en el norte de Irak (junio de 2014) cuando el grupo militante capturó grandes extensiones del norte del país y el ejército nacional iraquí se desintegró rápidamente en el camino de su avance. A la luz de los avances radicales de los militantes, Nuri al Maliki, el primer ministro de Irak en ese momento, intentó declarar el estado de emergencia, aunque el Parlamento iraquí bloqueó sus esfuerzos para hacerlo.
Las ciudades de Baiji y Tikrit (lugar de nacimiento y bastión de Saddam Hussein) cayeron en manos de ISIS y el grupo incluso llegó a la ciudad de Samarra , pero no pudo arrebatarle el control debido a la resistencia que encontraron las fuerzas de seguridad iraquíes junto con los chiitas. ite paramilitares. Tanto Estados Unidos como Irán intervinieron para detener la marea contra ISIS y tuvieron un éxito relativo en la ruptura del Sitio de Amirli en el que ambas partes desempeñaron un papel importante (sin embargo, no cooperaron ni cooperan oficialmente o coordinar sus respectivos esfuerzos entre sí). Aunque en la Primera Batalla de Tikrit ISIS consolidó su control sobre la ciudad y rechazó enérgicamente cualquier intento de recaptura por parte de las fuerzas de seguridad iraquíes y los contingentes de milicias.
Después de meses de maniobras preparatorias y recopilación de inteligencia, una fuerza de más de 23.000 combatientes aliados, incluidas las fuerzas armadas iraquíes, milicias privadas chiitas y milicias tribales sunitas, comenzaron una ofensiva a principios de marzo para rodear al ISIS y atrapa a sus combatientes en Tikrit y sus alrededores en la Segunda Batalla de Tikrit. La operación tuvo un éxito decisivo, ya que todos los militantes del ISIS fueron rodeados y posteriormente asesinados o capturados en Tikrit.

## ISIS gana en 2014
A raíz de la invasión estadounidense de Irak en 2003, la insurgencia en las áreas sunitas del país adquirió una naturaleza islamista distinta. Después de la salida de Estados Unidos de Irak, la insurgencia ganó un impulso perdido hace mucho tiempo y las estadísticas de víctimas comenzaron a aumentar una vez más. Sin embargo, no fue hasta el advenimiento de la Guerra Civil Siria que la inestabilidad creada en un país vecino proporcionó el terreno fértil para que el grupo anteriormente conocido como Al-Qaeda en Irak floreciera en una formidable y distinta facción rebelde lo suficientemente fuerte como para finalmente volverse contra los grupos rebeldes menores y expulsarlos fácilmente del este de Siria y pronto establecerá un estado con una capital de facto en Raqqah. Esto le permitió lanzar un asalto formidable contra lo que resultaría ser un ejército iraquí indeciso y desmoralizado desde una base segura al otro lado de la frontera sirio-iraquí. El resultado fue un colapso devastador en la infraestructura militar del gobierno iraquí con divisiones enteras arrojando sus armas y huyendo de ISIS sin luchar, como sucedió en la Caída de Mosul.

## Progreso aliado
A pesar de recuperar tanto a Baiji (solo temporalmente) como a Amirli de ISIS, el gobierno iraquí todavía estaba luchando por expulsar a los militantes que se apoderaron de grandes extensiones del país frente al desmoronamiento del ejército iraquí. El esfuerzo concertado más reciente es la Segunda Batalla de Tikrit, donde las fuerzas combinadas de los aliados (con un amplio apoyo militar y de inteligencia de Irán) están intentando rodear a los yihadistas en Tikrit capturando Al-Dour y Al-Alam en el sur y el norte respectivamente, con el fin de aislarlos y comenzar un asedio contra Tikrit ocupada por ISIS. Según numerosas fuentes, la ciudad de Al-Dour ya ha caído y ha comenzado la operación contra Al-Alam en el norte. ISIS envió refuerzos a Tikrit desde otras partes de su autoproclamado califato más al norte, donde fue atacado el lunes por las fuerzas kurdas alrededor de la ciudad rica en petróleo de Kirkuk.
Sin embargo, el avance contra ISIS ha sido bastante lento debido al uso extensivo de tácticas asimétricas, como colocar artefactos explosivos improvisados en las rutas de avance, el uso de terroristas suicidas, francotiradores colocados tácticamente, etc., todo lo cual ha llevado a los oficiales iraquíes a avanzar con especial precaución. contra el enemigo para minimizar las bajas, así como para protegerse contra muertes innecesarias de civiles, ya que se dice que los combatientes de ISIS tienen "un número no especificado de civiles como escudos humanos" en Tikrit y otras ciudades. Una indicación de la intensidad y el volumen al que ISIS está utilizando estas tácticas se da en el informe que menciona más de 382 AEI al 11 de marzo. Un general de división iraquí ha sido citado diciendo: "No queremos que nos apresuren porque queremos evitar bajas. Tikrit está aislado de todos los lados".
Al menos 50 combatientes de ISIS se entregaron a las fuerzas aliadas en la ciudad de Al-Dour el 8 de marzo. Al día siguiente, 9 de marzo, la ciudad de al-Alam fue capturada por las fuerzas aliadas y completamente asegurada, completando de hecho el cerco de ISIS en Tikrit. El 11 de marzo, ISIL fue expulsado del complejo hospitalario de Tikrit en el sur de la ciudad.
A pesar de los esfuerzos de ISIS para prevenir el rápido avance de los aliados en el este del río Tigris al volar el puente que conduce a la ciudad sobre el Tigris, los aliados lograron montar un empujón agresivo a través del río y establecer una cabeza de puente, avanzando posteriormente. en Tikrit por el este. ISIS ha estado sufriendo muchas bajas, con informes de sus muertos en las calles y con sólo 2.000 a 3.000 militantes restantes para hacer una última resistencia en la ciudad de Tikrit.
El 25 de marzo, se suponía que las fuerzas aliadas reanudarían su ofensiva, cuando la coalición liderada por Estados Unidos lanzó sus primeros ataques aéreos contra objetivos del ISIS en Tikrit. Esa noche, aviones estadounidenses llevaron a cabo 17 ataques aéreos en el centro de Tikrit, que alcanzaron un edificio del ISIS, dos puentes, tres puestos de control, dos áreas de parada, dos bermas, un control de carreteras y una instalación de comando y contro Como resultado de la entrada de Estados Unidos en la batalla, la mayoría de las milicias chiitas presentes se retiraron de la batalla el 27 de marzo, con la excepción de la Organización Badr.
El 31 de marzo, las fuerzas de seguridad iraquíes avanzaron hacia el centro de la ciudad y tomaron la sede del gobierno provincial de Salaheddin y el hospital de Tikrit, mientras se dirigían hacia el complejo presidencial. El 2 de abril, las fuerzas aliadas habían asegurado casi todo el centro de Tikrit. [64] donde todavía estaban presentes algunos cientos de combatientes del ISIS.
El 4 de abril, las fuerzas iraquíes habían recuperado la mayor parte de la ciudad de Tikrit; sin embargo, el 5 de abril, se informó que 500 combatientes del ISIS todavía estaban escondidos en el distrito norte de Qadisiya, y la resistencia de los combatientes restantes del ISIS persistió durante una semana más. El 12 de abril de 2015, el gobierno iraquí declaró que Tikrit estaba libre de las fuerzas del ISIS, aunque la resistencia continua persistiría hasta el 17 de abril, cuando murieron los últimos 130 agentes durmientes del ISIS en la ciudad. Las operaciones de limpieza y desactivación en la ciudad continuaron, pero los funcionarios iraquíes predijeron que se necesitarían al menos varios meses para retirar los 5.000-10.000 artefactos explosivos improvisados que ISIL dejó en Tikrit.

## Retroceso asimétrico
El éxito continuo de las fuerzas aliadas (que están compuestas en su mayoría por grupos paramilitares chiitas, aunque también contienen un contingente sunita significativo), particularmente en áreas sunitas como Tikrit, donde ISIS ha estado perdiendo una serie de batallas convencionales , les ha llevado a utilizar más estratagemas tipo guerrilla, como enviar equipos coordinados de terroristas suicidas a Bagdad, la capital y centro neurálgico político del gobierno iraquí, para ejercer cierta presión sobre los aliados. La lógica estratégica de estas operaciones fue explicada por un experto en Irak y analista de seguridad, Sajad Jiyad; "Mantiene a la ISF alerta. Es para hacerles saber que pueden atacar en cualquier lugar, para obligarlos a esparcir sus fuerzas. Al desatar una serie de explosiones tan grande, está enviando un mensaje de que van a tener que hacerlo. poner sus fuerzas en todas partes. Demuestra que ISIS puede llevar a cabo estos ataques a voluntad y la ISF no puede bajar la guardia".